# Wohnhaus und Speicher Mehringen 3

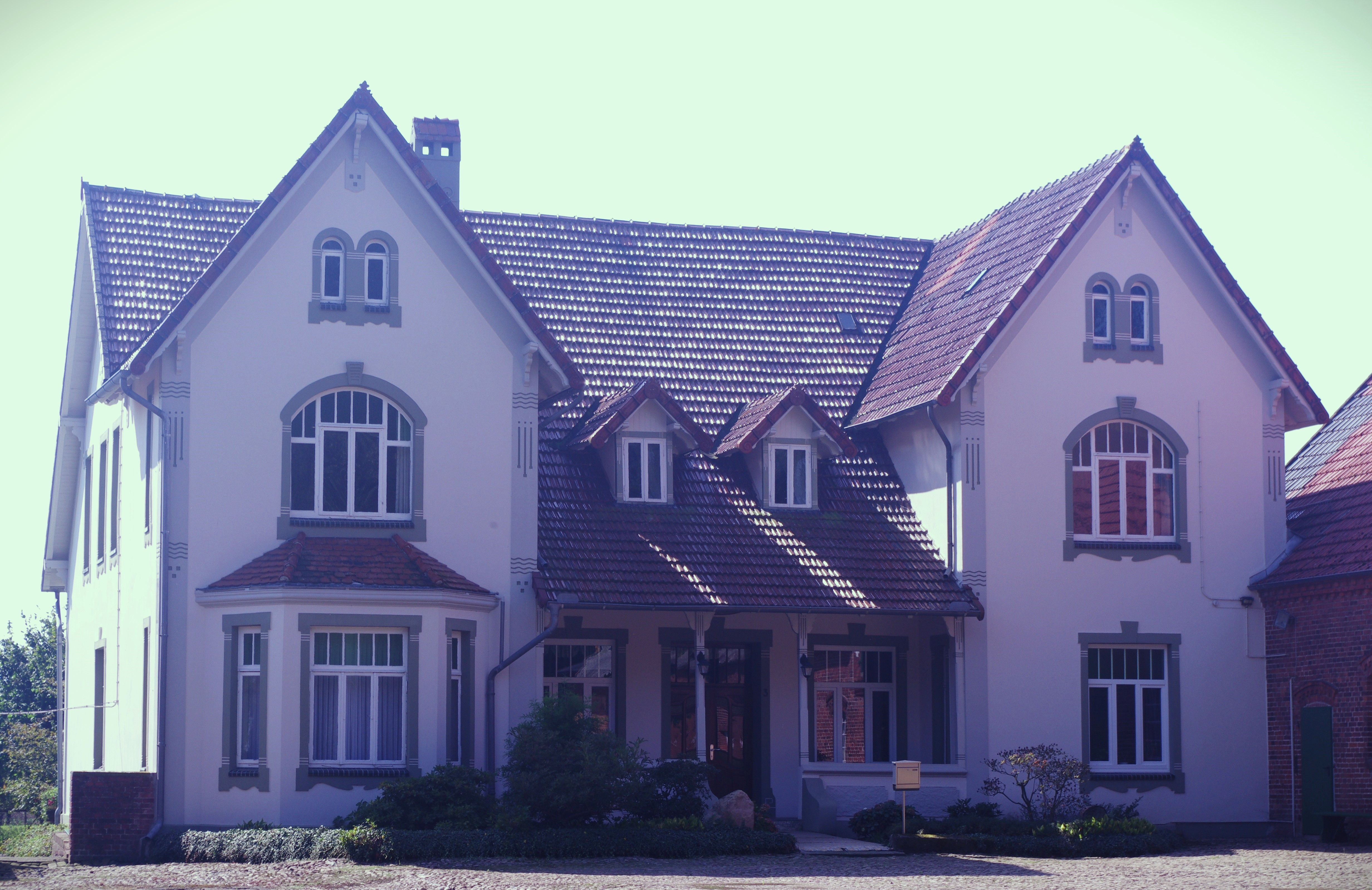

Wohnhaus und Speicher Mehringen 3 in Hilgermissen-Mehringen in der niedersächsischen Samtgemeinde Grafschaft Hoya stammen vom 18. und 20. Jahrhundert.

Aktuell (2023) wird die Anlage landwirtschaftlich genutzt.
Die Gebäude stehen unter Denkmalschutz (siehe auch Liste der Baudenkmale in Hilgermissen).

## Beschreibung
Das eingeschossige massive verputzte Wohngebäude mit zwei straßenseitigen symmetrischen Giebelrisaliten, Standerker (Auslucht), differenzierten Rundbogenöffnungen sowie Satteldächern stammt von um 1925.
Das Landesdenkmalamt befand: „… geschichtliche Bedeutung … aufgrund seiner künstlerischen Bedeutung als Erlebniswert nicht alltäglicher künstlerischer und handwerklicher Gestaltwerte …“
Der zweigeschossige Speicher in Fachwerk mit Steinausfachungen, auskragendem Obergeschoss und Satteldach stammt vom Ende des 18. Jahrhunderts.
Auf dem Hof stehen sechs weitere nicht denkmalgeschützte Nebengebäude.